# 金沢市立鳴和中学校
金沢市立鳴和中学校（かなざわしりつ なるわちゅうがっこう、英語: Kanazawa Municipal Naruwa Junior High School）は、石川県金沢市にある公立中学校。通称は「鳴中（なるちゅう）」。

## 沿革
《主要な出典：》
- 1947年（昭和22年）
  - 4月1日 - 金沢市立小坂中学校として創立。金沢市立小坂小学校（wikidata）に併設[4]。
  - 5月 - 校章、生徒標準服制定。
- 1950年（昭和25年）
  - 4月1日 - 金沢市立鳴和中学校と改称。小坂小学校内に本校を置き、浅野町小学校、兼六中学校、高岡町中学校の４か所に分かれて授業開始。
  - 5月5日 - 第1期工事（第1棟および第2棟西半分）が竣工し、新校舎に本校を移す。
  - 10月1日 - 校舎落成式を挙行し、この日を創立記念日と定める。
- 1951年（昭和26年）
  - 2月5日 - 校歌制定。
  - 11月15日 - 講堂兼体育館竣工。
- 1954年（昭和29年）11月 - 校旗樹立。
- 1956年（昭和31年）8月20日 - プール竣工式。
- 1957年（昭和32年）12月5日 - 落成式挙行[5]。
- 1967年（昭和42年）3月10日 - 校門（東門・西門）完成。
- 1975年（昭和50年）12月27日 - 火災により出火元の第1棟が全焼、第2棟も半分焼失[6]。
- 1976年（昭和51年）6月28日 - 校舎再建起工式。
- 1980年（昭和55年）7月18日 - 新校舎竣工式。総工費は6億7859万円余[6]。
- 1983年（昭和58年）3月31日 - 新体育館完成。
- 1986年（昭和61年）7月12日 - （仮称）第二鳴和中学校[注釈 1]起工式。
- 1987年（昭和62年）10月1日 - 創立40周年記念式を挙行。
- 1988年（昭和63年）4月1日 - 鳴和中学校から分離して[6]北鳴中学校が設立。
- 1989年（平成元年）3月31日 - 新プール完成。
- 1991年（平成03年）1月29日 - CAI室（コンピュータ室）完成。
- 1994年（平成06年）3月31日 - 多目的ホール完成。
- 1997年（平成09年）10月4日 - 創立50周年記念式を挙行。
- 2001年（平成13年）6月30日 - 校内LAN完成。
- 2017年（平成29年）9月30日 - 創立70周年記念式典を挙行[7]。

## 通学区域
浅野町小学校通学町、森山町小学校通学町、夕日寺小学校通学町、小坂小学校通学町(神宮寺町1番地、1番地2、1番地6、1番地8～1番地10、1番地21、1番地35～1番地85、1番地88～1番地90、神宮寺2丁目、神宮寺3丁目、鳴和2丁目2番7号～2番25号、6番2号～6番16号、7番4号～7番14号、8番5号～8番13号、10番15号～10番50号に限る。)

## 学校行事
《出典：》
- 入学式（4月）
- 修学旅行（4月）
- 運動会（9月）
- 文化発表会（10月）
- 1・2年生球技大会（3月)

## 著名な出身者
- 馳浩 - 政治家（元参議院議員、元衆議院議員、公選第20代石川県知事）、元プロレスラー
- 出島武春 - 元大相撲力士、藤島部屋付き大鳴戸親方
- 山本紗也加 - アイドル、Dream及びE-girlsの元メンバー
- 中田ヤスタカ - 音楽プロデューサー、作詞家、作曲家、編曲家
- 若林加奈 - アイドル
- 朝乃若樹 - 大相撲力士
- 深井拓斗 - 大相撲力士[10]
- 坂井一将 - 男子バドミントン選手[11]